# جورج دیکسون (بوکسور)
جورج دیکسون (انگلیسی: George Dixon; ۲۹ ژوئیهٔ ۱۸۷۰ – ۶ ژانویهٔ ۱۹۰۸) بوکسور اهل کانادا بود.